# カンダラヌ
カンダラヌ（Kandalanu、アッカド語：Kandalānu、在位：前648年-前627年）は古代メソポタミア地方におけるバビロンの王。アッシュルバニパルが、兄であるシャマシュ・シュム・ウキンの反乱を制圧した後に、彼をバビロン王として据えた。彼の人物像の詳細についてはあまり史料が残されていない。アッシリアに反乱することのない、無難な人物として選ばれた可能性がある。
カンダラヌの出自は不明である。アッシュルバニパルの弟の一人であったか、シャマシュ・シュム・ウキンの反乱においてアッシュルバニパルに組した貴族であったかもしれない。いずれにせよ、彼は真の意味での政治的・軍事的な権力を保持しておらず、アッシリア王の臣下としてバビロニアの支配を担った。カンダラヌの治世の情報は限られている。彼が統治していた時代の史料は年名表と年代記碑文に限られており、後のバビロニアの王名表では彼の名前が欠落していることもある。
かつて、カンダラヌはアッシュルバニパルと同一人物であり「カンダラヌ」は単純にバビロン王としてアッシュルバニパルが使用した名前であるという説を幾人かの学者が唱えていた。だがこの説は現代の研究では成立困難である。

## 歴史的背景
バビロニアはティグラト・ピレセル3世（在位：前745年-前727年）によってアッシリア（新アッシリア帝国）に征服されていた。征服以降、ほとんどの期間においてアッシリア王がバビロンの王を兼任していたが、バビロニア人はその支配に反感を持ち、征服以後のほとんどのアッシリア王がバビロニアの反乱に直面していた。アッシリア王エサルハドン（在位：前681年-前669年）は自分の死にあたって、恐らくはバビロニア人の敵意を和らげるために、アッシリア王位とバビロン王位を二人の息子に別々に継承させ、バビロニアに独自の王を置くこととした。年長の王子であるシャマシュ・シュム・ウキンにバビロニアが与えられ、弟のアッシュルバニパルがアッシリア王となった。
アッシリアとバビロニアに別々の王をたてる処置は兄弟がそれぞれ王位に就いた後しばらくの間は機能していた。この体制において、シャマシュ・シュム・ウキンは明らかにアッシュルバニパルに対して従属的な地位にあった。碑文史料によって、シャマシュ・シュム・ウキンが自らの臣下に与える如何なる命令も、実施前にまずアッシュルバニパルの確認と承認が行われていたことが示されている。アッシュルバニパルはまた、シャマシュ・シュム・ウキンの支配地奥深くにある都市ボルシッパに常駐の部隊と官吏を置いていた。バビロンの役人によってアッシュルバニパルに直接提出された請願書も現存している。シャマシュ・シュム・ウキンがバビロンの主権者として普遍的に尊敬される存在であったならば、この種の書簡の最終的な受領者は彼であったはずである。アッシュルバニパルとシャマシュ・シュム・ウキンが平和裏に共存していた時代のバビロニアから発見された王室記録には両君主の名前が記されているが、同時代のアッシリアの文書ではアッシュルバニパルの名前しか記されておらず、この二人の王の地位が対等ではなかったことが示されている。
時と共に、シャマシュ・シュム・ウキンは自分に対するアッシュルバニパルの高圧的な支配に対する怒りを募らせ、前652年にアッシュルバニパルの軛を取り除くため、アッシリアの敵国を糾合して反乱を起こした。この反乱は失敗に終わり、前650年までにバビロン市自体を含めてシャマシュ・シュム・ウキンの支配下にあった都市の大半が包囲された。包囲されたバビロンは飢えと疫病に耐えたが、最終的に前648年に陥落しアッシュルバニパルによる略奪を受けた。追い込まれたシャマシュ・シュム・ウキンは、宮殿で自らに火を付けて自殺した。

## 治世
シャマシュ・シュム・ウキンの撃破によって、アッシュルバニパルは再度バビロニアを新アッシリア帝国に統合した。彼は自分がバビロンの王に就任するのではなく、新しい属王をバビロンに置くことを決めた。この処置はエサルハドンがそうしたのと同じく、バビロニア人の不満を和らげるためのものであったと推定される。こうしてバビロンの王とされた人物がカンダラヌである。
カンダラヌの出自は不明である。アッシュルバニパルの弟の一人であるか、シャマシュ・シュム・ウキンとの内戦においてアッシュルバニパルに組したバビロニアの貴族であったかもしれない。「カンダラヌ」という名前は何らかの身体的奇形（先天性内反足？）を示すものである可能性がある。これが実際にカンダラヌの身体障害を示すものだとしても、あるいは単に侮蔑的な意味合いを持つ名前であったのだとしても、彼が指導力を欠いていたことを示すであろう。そしてアッシュルバニパルがカンダラヌをバビロンの王として選択した理由は、アッシリアの征服以来繰り返されてきたバビロニアの反乱を抑止するため、名目的に王を置くとしても反乱指導者となる能力の無い人物を望んだためであろう。
カンダラヌの領土はシャマシュ・シュム・ウキンと同一であったが、ニップル市は例外であった。アッシュルバニパルはニップル市をアッシリアの強力な要塞へと変えた。カンダラヌの権限は極めて限定的なものであった可能性が高く、バビロンにおける彼の治世の現存記録はほとんどない。彼は恐らく真の意味での政治的・軍事的権力を欠いており、それは確固としてアッシリアの王の手の内にあった。少なくとも事実として、カンダラヌの治世中にはバビロニアにおける反アッシリアの活動を示す記録は存在しない。

## 史料
カンダラヌの治世の史料は少ない。後世のバビロニア王が作成した年代記碑文ではカンダラヌは時に記載され、時に忘れ去られている。遥か後にクラウディオス・プトレマイオスが作成した王名表ではキニーラダノス（Kinêladános、Κινηλαδαηου）という名前で記載されており、彼の前の王はシャマシュ・シュム・ウキン、後の王はナボポラッサルであるとされている。また、同時代の対応するアッシリアの王とバビロン王をリストした史料である『対照王名表（The Synchronistic Kinglist）』（A 117）ではアッシュルバニパルの同時代のバビロン王としてシャマシュ・シュム・ウキンと共にカンダラヌが記載されている。ただし、この王名表の記録は治世期間を記していない。プトレマイオスの王名表はカンダラヌの治世期間を22年とするが、同時代の経済文書によってカンダラヌは治世第21年の途中に死亡したことが示されている。
カンダラヌの治世前後のバビロンの記録は不完全である。前7世紀のバビロン王が残した王碑文はシャマシュ・シュム・ウキンのものしか現存しておらず、カンダラヌが作らせた王碑文は発見されていない。前任の王であるシャマシュ・シュム・ウキンの王碑文も「宗教」と建築に関するものに集中し、歴史的・政治的情報はほとんど含まれない。さらに前7世紀のアッシリアとバビロンの間の通信に関する記録は、大半がアッシリアの首都ニネヴェの王室文書庫で発見されたものであり、バビロン側が受信した通信についての情報はほとんどない。カンダラヌについての正真正銘の記録は年名表と破損した年代記1つしかない。
編年情報を得る上では同時代の天文観測記録が有効な史料である。この種の学術的文書は外部における使用が考慮されていないため、歪められた歴史記録による影響が小さいことが期待される。『アキトゥ年代記（Akitu Chronicle）』におけるシャマシュ・シュム・ウキンの治世第16年は前652年に同定されており、カンダラヌ治世中の月齢・土星の観測記録（前647年から前634年まで）を含むいくつかの天文記録が、この年代記の信頼性を少なくとも部分的に担保している。センナケリブによるバビロンの破壊（前689年）からカンダラヌの死（前627年）までのバビロニアの歴史的記録の編年情報については、豊富に残るアッシリアの各種記録を用いて確固たるフレームワークが確立されており、カンダラヌの治世期間については大きな問題は存在しない。

## アッシュルバニパルとの同一人物説
伝統的に、アッシュルバニパルの治世最後の年を前627年であるとする想定がされてきた。これは1世紀近く後に、新バビロニア時代の王ナボニドゥスの母親がハッラーン市に作らせた碑文の記録に基づいている。アッシュルバニパルが存命して王として統治していることを証明する最後の同時代史料は前631年にニップル市で作成された契約書である。アッシュルバニパルの後継者アッシュル・エティル・イラニとシン・シャル・イシュクンの証明された治世期間と整合させるため、一般的にアッシュルバニパルは前631年に死去したかあるいは退位または追放されたとされている。そして通常は前631年に死亡したとされる。もし、アッシュルバニパルの治世が前627年まで続いていたとすると、後継者であるアッシュル・エティル・イラニとシン・シャル・イシュクンの碑文がバビロンに存在していることが説明不能となる。バビロン市は前626年にナボポラッサルによって占領され、その後二度とアッシリアの手に戻ることがなかった。
アッシュルバニパルの治世期間について、ハッラーンの碑文に基づく42年間という数字と、より史実性の高い38年間との食い違いを説明するため、かつて有力だった説として、例えばポーランドの歴史学者ステファン・ザワドスキがその著書『The Fall of Assyria』（アッシリアの滅亡）（1988年）で擁している、アッシュルバニパルとカンダラヌは同一人物であり、「カンダラヌ」は単にバビロンにおける即位名であったとするものがある。これはいくつかの理由からあり得ないものと考えられている。それまでのアッシリア王で、バビロンにおいて別名を使用していた人物は知られていない。また、バビロニアで発見された碑文においても、アッシュルバニパルとカンダラヌの在位期間は異なっている。アッシュルバニパルの治世は彼が通年を通して王であった最初の年（前668年）を起点として数えられ、カンダラヌの治世はやはり彼が通年を通して王であった最初の年（前647年）を起点として数えられている。バビロンを個人として統治した全てのアッシリア王が自身の碑文において「バビロンの王」という称号を用いているが、アッシュルバニパルの碑文においては前648年以降のものでさえこの称号は使用されていない。また、既に述べたように、カンダラヌという名前は何らかの身体障害を示す名前である可能性がある。アッシリア王のうち、サルゴン2世（シャル・キン、「真の王」）のように少なくとも数名は即位時に新しい名前を名乗ったことが確実であるが、仮にアッシュルバニパルが実際に何らかの身体障害を持っており、「カンダラヌ」が家族内におけるニックネームであったとしても、そのような特徴を強調するような名前を自分の公式名として選択するということは考え難い。最も重要なことは、バビロニアの文書がアッシュルバニパルとカンダラヌを二人の異なる人物として扱っていることである。アッシュルバニパルをバビロンの王と描写する同時代文書も存在しない。